# فاغنر دومينغوس
فاغنر دومينغوس (بالبرتغالية: Wagner Domingos‏) هو منافس ألعاب قوى برازيلي، ولد في 26 مارس 1983 في ريسيفي في البرازيل.

## وصلات خارجية
- فاغنر دومينغوس على موقع الاتحاد الدولي لألعاب القوى (الإنجليزية)
- فاغنر دومينغوس على موقع أوليمبيديا (الإنجليزية)
- فاغنر دومينغوس على موقع اللجنة الأولمبية البرازيلية (البرتغالية)